# نقابة المعلمين التنزانيين
نقابة المعلمين التنزانيين هي نقابة المعلمين في تنزانيا.

## تاريخ
تأسست النقابة عام 1993 بهدف الدفاع عن حقوق المعلمين في تنزانيا وتعزيزها. في عام 2006 تم تعيين رئيسة النقابة مارغريت سيموانزا سيتا وزيرة للتعليم والتدريب المهني من قبل الرئيس جاكايا كيكويتي. كان للنقابة صفة مراقب في القمة العادية السابعة عشرة للاتحاد الأفريقي في 2011. في عام 2012 أضرب 200.000 مدرس بعد أن صوت 95.7٪ من أعضاء النقابة لصالحها. قال رئيس النقابة جراتيان موكوبا إن زيادة الأجور ضرورية. في مايو 2017 أدانت النقابة إقالة 10.000 موظف حكومي.

## القيادة
ليه عليا هي الرئيسة الحالية للنقابة، كريستوفر باندا هو نائب الرئيس. كان إزقيا أولوش نائب الأمين العام.